# 不可思议的晴朗
《不可思议的晴朗》（英語：Rules of Zoovenia），2019年中国偶像剧。由潘宥诚、赵昭仪、罗正、陈意涵、田依桐、王旭东、向涵之领衔主演周锐特别出演，芒果TV于2019年7月17日首播。

## 播出时间
| 频道   | 所在地 | 播出日期      | 播出时间 | 备注 |
| ------ | ------ | ------------- | -------- | ---- |
| 芒果TV | 中国   | 2019年7月17日 |          |      |

## 演员列表

### 主要演員
| 演員   | 角色   | 介紹 |
| 潘宥誠 | 畢湛朗 | 大音三劍客，畢希文堂弟，直升大音，東方昱的好朋友，何曉晴的男朋友，最後被他爺爺要求出國創業而含淚向何曉晴提出分手，從美國回來後復合。                                         |
| 趙昭儀 | 何曉晴 | 網球社，葉子的表姐，畢湛朗的女朋友，最後和平分手，在畢湛朗回來後復合。 |
| 羅正   | 畢希文 | 畢湛朗堂哥，冬欣男朋友，校園男神。經過一系列的吵鬧，在畢湛朗他們的幫助下復合，最終結婚。                                                                                     |
| 陈意涵 | 冬欣   | 畢希文女朋友，音樂才女，憑借由内而外散發的文藝氣息，成為學校裏當仁不讓的女神。因為畢希文以畢氏家族以及工作為由而忽略了她，她感到失望，但在畢湛朗他們的幫助下復合，最終結婚。 |
| 田依桐 | 喬玲玲 | 喬氏集團千金，喜歡畢湛朗，後來發現自己的那種喜歡是自以為是的喜歡才放棄追求畢湛朗。                                                                                           |
| 王旭東 | 東方昱 | 畢湛朗好朋友，因為當年與錢安兒爭執令安兒受傷而感到愧疚，後成為錢安兒男朋友。                                                                                                 |
| 向涵之 | 葉子   | 何曉晴表妹，初喜歡東方昱，自從向東方昱表白被拒絕後，喜歡朱碩，朱碩女朋友。                                                                                                   |

### 其他演員
| 演員   | 角色     | 介紹                                                                             |
| 丞磊   | 喬俊暉   | 喬玲玲的哥哥，喬氏集團長公子，多次暗中幫助妹妹達成心願。                         |
| 劉思辰 | 彩音     | 是一個非常驕傲的女同學，多次刁難何曉晴，但背後卻有着不為人知的成長經歷。         |
| 周銳   | 阿旭     | 大音明星學長，超人氣歌手，在一次與何曉晴吃飯當中，意外發現何曉晴是他兒時的好友。 |
| 陳明峻 | 朱碩     | 在葉子表白被拒後，安慰葉子，成為葉子男朋友。                                     |
| 蘇詩璇 | 小喬玲玲 | 從少與畢湛朗認識，畢湛朗青梅竹馬，以前開始就已經喜歡畢湛朗                       |